# Смърдана
 Тази статия е за квартала в София.  За езерото вижте Смърдана (езеро).  
„Смърдана“ е малък квартал в град София, България, разположен в район „Красна поляна“ (с малка част в северния край в район „Люлин“), западно от центъра на града.
Разположен е между улица „Свети Лаврентий“ на север и река Стубела на югоизток, като е ограден от три страни от Западния парк, а на север граничи с квартала „Друмо“. През квартала преминава и Суходолска река, а южно от него е езерото Смърдана, което дава и името му. Достъпът до „Смърдана“ става чрез централната улица в зоната „Фортов път“, която излиза на булевард „Доктор Петър Дертлиев“ и е единственият път за достъп до Западния парк от близките части на квартал „Люлин“.

## Улици и произход на имената им
| Път               | Наречен на                                          | Местоположение |
| ----------------- | --------------------------------------------------- | -------------- |
| „Звънче“          | ?                                                   | Карта          |
| „Свети Лаврентий“ | Лаврентий Римски (225 – 258), римски духовник       | Карта          |
| „Фортов път“      | „Голяма Коньовица“, историческо укрепление в района | Карта          |